# Yxygodes
Yxygodes is een geslacht van vlinders van de familie snuitmotten (Pyralidae), uit de onderfamilie Galleriinae.

## Soorten
- Y. bekilalis (Marion, 1954)
- Y. insignis (Mabille, 1900)
- Y. mademalis (Viette, 1978)
- Y. meranalis (Viette, 1960)
- Y. olapalis Viette, 1978
- Y. seyrigalis (Marion, 1954)
- Y. vieualis (Viette, 1960)
- Y. xyridotalis (Viette, 1960)
- Y. zonalis (Mabille, 1900)